# 터주신
터주신은 한국의 가신신앙에서 집을 지은 땅의 수호신이자 집의 울타리 안을 관장하는 여신이다. 그녀는 지신 또는 '땅의 여신'으로도 알려져 있다.
한국의 민간신앙에서  터주로 모시는 항아리를 터주가리라고 하는데, 주로 집의 뒷마당이나 장독대 근처에 둔다. 항아리 위에는 짚단(짚가리)을 올려 두며, 안에는 매년 햅쌀을 넣는다. 집의 지킴이로서 액운을 없애고 재물에 관한 복을 주는 신으로 알려져 있다. 터줏대감, 터대감, 후토주임(后土主任), 대주(垈主) 등으로도 불린다.
호남 지방에는 터주신과 닮은 존재가 없다. 그런데 장독의 수호신인 천령신이라는 신이 있다. 조왕신이나 성주신과 같은 다른 가신에 비해 터주신은 덜 알려져 있다. 그러나 여전히 그녀는 한국 신화에서 중요한 신으로 남아 있다.

## 신앙
터주신은 쌀, 완두콩, 팥을 담는 솥을 형상화한 것으로 여겨졌다. 그런 다음 항아리는 땅에 묻히거나 뒷마당 모퉁이나 장독에 담는 열린 공간인 장독대에 그냥 두었다. 냄비는 벼로 짠 원뿔 모양의 우산으로 덮여 있었다. 솥 안의 곡물은 해마다 교체되었고, 가족들은 그것으로 떡을 만들었다. 떡은 절대 나누지 않았다. 이는 떡이 행운을 상징하고, 터주신을 탐욕의 여신으로 여겼기 때문이다.
호남 사람들은 장독의 신인 천령신이라는 남신을 믿었다. 어떤 사람들은 그를 미각의 신이라고 믿기도 하다. 그의 참배는 종이도 항아리에 담아두었다는 점을 제외하고는 일반적으로 터주신의 참배와 유사하였다.
옛날 한국 사회에서는 집 안의 흙을 파는 것은 터주신의 노여움이 굴착꾼에게 임하기 때문에 금기시되었다.
성주굿에 따르면 터주신은 욕심이 많다고 여겨졌다.
 어허구차 욕심많은 내 대감

탐심많은 내 대감

...

욕심이 많고 탐심이 많아서 대양푼에 갈비찜을

소양푼에 영계찜을 받으시던 내 대감인데 이것이 다 무엇이냐
터주신을 모신 굿에서 무당은 떡을 머리 위로 들고 춤을 추며 소발을 들고 집안을 돌며 술을 마심으로써 터주신의 이런 면모를 대변한다. 무당은 장에 초승달 모양의 시미터와 삼지창을 사용하기도 했다.
마을을 한 바퀴 돌면서 개별 집집마다 마을의 흙을 밟고 다니는 지신발리기 제사도 있다. 터주신이 귀신을 쫓아내고 마을에 복을 가져다준다고 믿었다.
부의 신으로서 풍요를 열망하는 사람들은 그녀를 경건하게 숭배해야 한다. 그녀는 오방신장을 관장하는 여신이기도 하다.

## 신화
터주신의 기원은 서울의 신화이자 굿인 성주굿에 나타난다.
오래전 하늘궁 천사랑씨와 지하궁 지탈부인이 결혼했다. 10개월 만에 지탈부인은 용처럼 우는 소년을 출산했다. 그의 이름은 황구양씨로 지상의 어떤 건물도 지을 수 있었다.
황구양씨는 장성하여 인간 막막부인과 결혼하였다. 황구양씨는 황산 들판에 원형 건물을 지었다.
어느 날 황구양씨는 불안한 꿈을 꾸었다. 이에 그는 부모님을 방문하는 일출 시간을 제외하고는 하루 종일 영광스러운 갑옷을 입기로 결정했다.
한편, 하늘의 궁전은 폭풍으로 파괴되었다. 최고신 광처사의 조언자는 궁궐을 수리하기에 적합한 사람으로 황구양씨에게 충고했다. 그러나 하늘의 사신 옥황차사가 황구양씨의 집에 왔을 때 그는 갑옷을 입고 있었다. 어떻게 해야 할지 몰라 방황하던 중 한 노인이 그에게 다가왔다. 노인은 화로신 조왕신이었다.
조왕신은 옥황차사에게 유일하게 갑옷을 입지 않은 일출 때 황구양씨를 잡으라고 조언했다. 조왕신은 흙으로 만든 신발을 부엌에 던져 주인을 배반했고, 아내 막막부인은 화로 위에 날카로운 칼을 올려놓았다.
조왕신의 권유에 따라 옥황차사는 황구양씨를 사로잡아 나흘 안에 준비하라고 했다. 막막부인은 이 말을 듣고 망치, 톱 등 엄청나게 많은 도구들을 하루 만에 만들었고, 새 옷도 만들었다. 동이 트자 그녀는 말에 빗질을 하고 고삐를 얹고 안장을 얹어 준비했다. 막막부인은 마지막으로 황구양씨에게 오솔길에서 누구와도 말을 걸지 말고 새나무보다는 헌나무를 쓰라고 조언했다.
그 길에서 황구양씨는 마법사 소진항이라는 남자에게 황구양씨의 정체에 대한 질문에 대답하지 않는다는 이유로 모욕을 당했다. 소진항은 자신이 하늘의 궁전을 지을 땅을 골랐는데 자신이 아닌 다른 사람이 건드리면 건물이 무너진다고 했다. 따라서 그는 옷과 혼의 교환을 요청했다. 황구양씨는 옷은 바꾸되 혼은 바꾸지 않겠다고 했다.
소진항은 황구양씨에 맞게 변신한 뒤 황구양씨의 집으로 향했다. 한편 까마귀가 집에서 울었다. 이를 불길한 징조로 해석한 막막부인은 성문을 잠갔다.
소진항은 자신이 황구양씨라고 말하며 옷을 보여주며 확인했다. 그러나 막막부인은 천에 묻은 땀 냄새가 다르다는 것을 눈치채고 문을 열어주지 않았다. 그런 다음 소진항은 마법을 사용하여 문을 열었다.
소진항은 황구양씨가 죽었다고 말하며 막막부인에게 억지로 혼인을 시키려 했다. 그러나 막막부인은 아버지의 상을 치러야 한다며 황구양씨에게 소진항의 고향인 소진의 들판 우물에서 만나자는 자신의 피를 비단 속옷 한 조각에 몰래 적었다.
황구양씨의 집을 허물고 막막부인을 납치해 시집보내려 했다. 그러나 막막부인은 제사 후에 일곱 귀신이 붙었는데 이 상태로 혼인하면 일곱 갈래로 갈라진다고 한다. 막막부인에 따르면 3년 동안 송곳니 똥이 가득한 들판에 굴을 파서 죄수들이 먹은 음식을 스스로 먹는 것이 해결책이라고 한다.
한편 황구양씨는 모자 테두리만 쓰고 숟가락이 반으로 부러져 숟가락이 땅속에 파묻힌 채 하늘궁에서 잠을 자는 꿈을 꾸었다. 점쟁이는 그 꿈의 의미는 그의 집이 무너지고 그의 아내가 다른 남자를 섬기는 것이라고 말했다.
황구양씨는 이 꿈에 몹시 동요하여 막막부인의 말처럼 새 나무가 아닌 헌 나무로 단 4일 만에 하늘궁을 모두 재건하였다. 그는 재빨리 집으로 돌아갔다. 집의 기초만 남기고 다 무너지고 우물에는 올챙이만 살고 있었다. 그가 울자 그가 흘린 눈물은 강이 되었고 그가 쉰 한숨은 바람이 되었다.
갑자기 까마귀 떼가 어떤 주춧돌에 그림자를 드리웠다. 황구양씨는 문득 그곳이 궁금했다. 그곳으로 간 황구양씨는 막막부인의 공책을 발견했다. 그는 소진의 들판으로 달려갔지만 신 오방신장이 그것을 지키고 있음을 발견했다. 황구양씨는 우물 옆 버드나무에 몸을 숨겼다.
한편 막막부인은 묘한 꿈을 꾸었다. 그녀는 떨어지는 벚꽃, 대문 위의 허수아비, 부서진 거울을 보았다. 막막부인이 꿈을 해석했는데, 떨어진 꽃은 열매가 맺힐 징조, 허수아비는 존귀한 모습이 나타날 징조, 거울은 늙은 얼굴이 나타날 징조였다. 이에 막막부인은 우물물에 마지막 목욕을 하고 마침내 소진항과 결혼하겠다고 말했다.
우물 옆에서 황구양씨를 만났다. 기뻐한 막막부인은 황구양씨를 치마 속에 숨기고 소진항에게 술과의 결혼을 기뻐해야 한다고 말했다. 그러나 막막부인은 술에 최면술이 걸려 있다는 것을 알았다. 소진항이 술을 마시고 잠들자 황구양씨가 나타나 소진항을 장승으로 만들어 마을을 지키게 했다. 소진항의 아이들은 여행자들이 안전을 기원하는 돌탑인 성황당으로 변했다.
한편 황구양씨와 막막부인은 집의 신 성주신과 대지의 여신 터주신으로 변했다.

## 갤러리

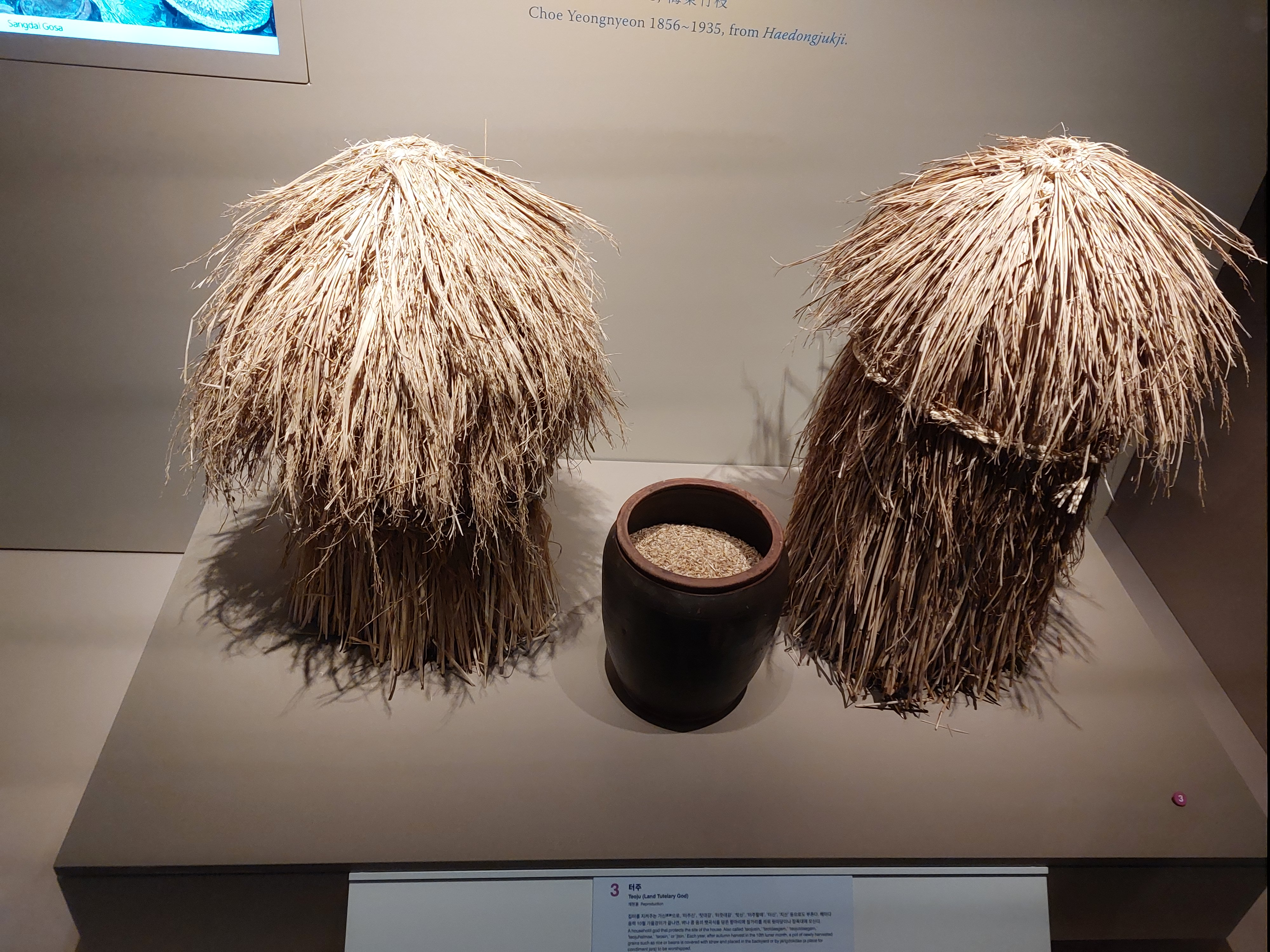
국립민속박물관 상설전시실 2에 전시된 터주신
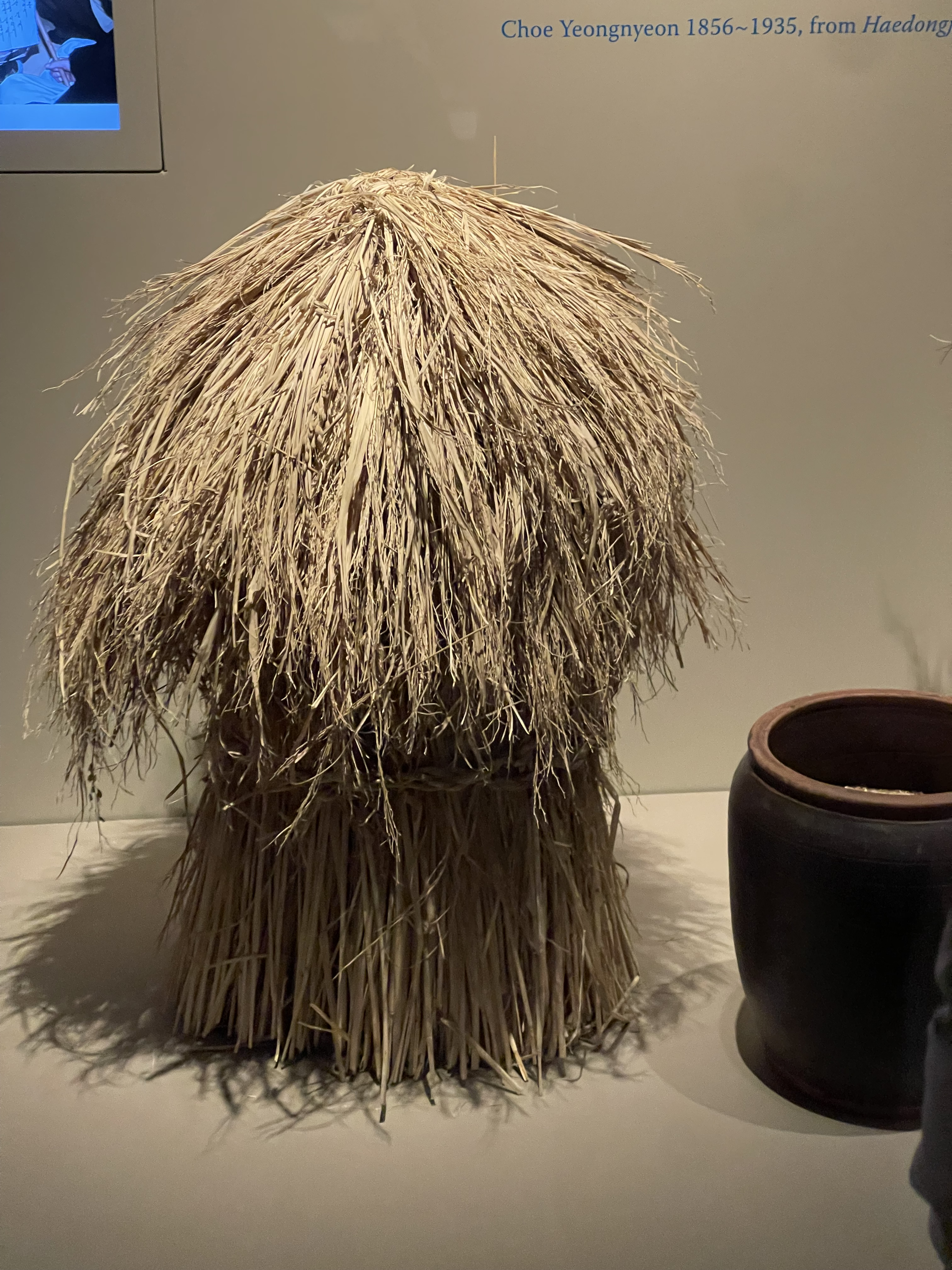

## 같이 보기
- 토지신